# Liste der Bürgermeister von Rain (Lech)
Die Liste der Bürgermeister von Rain (Lech) führt die Bürgermeister der Stadt Rain (Lech) auf.
Aus der Frühzeit sind Namen nur manchmal aus Urkunden erfahrbar. Ein lückenloses Verzeichnis existiert erst seit dem frühen 18. Jahrhundert. Zwischen 1510 und 1806 gab es aufgrund der damals gültigen Magistratsverfassung jeweils zwei Bürgermeister.

## Bürgermeister vom 13. bis zum 16. Jahrhundert
| Name                               | Amtszeit                           |
| ---------------------------------- | ---------------------------------- |
| Ulrich der Gledt                   | 1314                               |
| Wernher der Costnitzer             | 1315                               |
| Heinrich der Erlbach               | 1322                               |
| Heinrich der Buchtian der Greimold | 1326                               |
| Heinrich der Ellerbach             | 1342, 1344                         |
| Berchtold Kuderwalch               | 1369                               |
| Ott von Puch                       | 1393, 1396                         |
| Hans Geisler                       | 1426                               |
| Conrad der Uesel                   | 1427                               |
| Cunratt Grönwalt                   | 1428                               |
| Conrad Krad                        | 1446, 1455                         |
| Hanns Pecherer                     | 1454                               |
| Jörg Wagemann                      | 1459                               |
| Hanns Rothut                       | 1475, 1491                         |
| Thoman Wagemann                    | 1478, 1480, 1483, 1484, 1489, 1492 |
| Hanns Wanner                       | 1494, 1495                         |
| Bernhard Stöcklen                  | 1498                               |
| Hanns Golling                      | 1500                               |

## Bürgermeister vom 16. bis zum 19. Jahrhundert
In dieser Phase gab es jeweils zwei Bürgermeister.
| Name                | Amtszeit  |
| ------------------- | --------- |
| Linhard Schweyer    | 1514      |
| Sebastian Adelbör   | 1543–1560 |
| Jörg Arnold         | (…)       |
| Jörg Schmidt        | 1555–1558 |
| Georg Pauser        | 1559–1569 |
| Hanns Arnold        | 1561–1581 |
| Georg Schmid        | 1570–1579 |
| Sebastian Lenk      | 1580–1584 |
| Andreas Pauser      | 1582–1586 |
| Veit Kammerer       | 1587–1594 |
| Georg Schönkind     | 1593–1612 |
| L. Lindemair        | 1594–1601 |
| Hanns Pauser        | 1606–1607 |
| Veit Lang           | 1609–1619 |
| Hanns Pauser II.    | 1616–1619 |
| Wilhelm Schönkind   | 1620      |
| F. Prugglacher      | 1620–1632 |
| Andreas Vischer     | 1621–1622 |
| Wilhelm Schönkind   | 1623–1624 |
| Jacob Wünsch        | 1626–1645 |
| W. Schönkind        | 1636–1649 |
| Georg Appel         | 1646–1651 |
| Heinrich Jais       | 1651–1666 |
| Georg Popp          | 1652–1679 |
| Georg Pürle         | 1667–1684 |
| Hanns Jais          | 1683–1688 |
| C. Allacra          | 1685–1697 |
| Hanns Georg Appel   | 1689      |
| Franz Popp          | 1693–1696 |
| B. Namenacher       | 1696–1704 |
| Ulrich Hirschhalmer | 1704–1707 |
| Johann Friedl       | 1705      |
| C. Steyrer          | 1706      |
| Anton Preumayr      | 1709–1738 |
| Johann Friedl       | 1705      |
| Johann Dorner       | 1714–1738 |
| Joseph Gehrer       | 1739–1764 |
| J. G. Kiecher       | 1739–1764 |
| Stephan Faig        | 1765–1769 |
| J. K. Schirmbeck    | 1765–1772 |
| Johann Samweber     | 1771–1778 |
| J. Leinfelder       | 1773–1797 |
| Joseph Muggenthal   | 1779–1795 |
| Joseph Mayer        | 1796–1802 |
| Alois Schirmbeck    | 1798–1805 |
| Georg Harscher      | 1803–1806 |

## Bürgermeister seit dem 19. Jahrhundert
| Name                         | Amtszeit  |
| ---------------------------- | --------- |
| Johann Gott                  | 1807–1812 |
| Lackner                      | 1813–1818 |
| Johann Gott                  | 1818–1836 |
| Joseph Alther                | 1836–1842 |
| Michael Lutz                 | 1842–1848 |
| Johann Baptist Weigl         | 1848–1854 |
| Xaver Kapfer                 | 1854–1866 |
| Albert Schirmböck            | 1867–1876 |
| Josef Kapfer                 | 1877–1881 |
| Anton Kügle                  | 1882–1887 |
| Georg Ehnle                  | 1888–1897 |
| Anton Kügle                  | 1897–1905 |
| Karl Bleimayr                | 1906–1909 |
| Xaver Bschorer               | 1909–1932 |
| Ludwig Ehnle                 | 1932–1933 |
| Hans Link, kommissarisch     | 1933      |
| Ludwig Straubinger           | 1933–1934 |
| Hans Haunsperger             | 1934–1936 |
| Franz Karrer                 | 1936–1937 |
| Georg Graf, kommissarisch    | 1937      |
| Franz Schneider              | 1937–1942 |
| Alois Ring, kommissarisch    | 1942      |
| Wilhelm Neck, kommissarisch  | 1942–1943 |
| Engelbert Fischer, amtierend | 1943      |
| Josef Paula                  | 1943–1945 |

## Bürgermeister seit 1945
| Name                          | Partei                         | Amtszeit  |
| ----------------------------- | ------------------------------ | --------- |
| Otto Spreitler, kommissarisch |                                | 1945      |
| Josef Müller                  |                                | 1945–1948 |
| Carl Faig                     |                                | 1948–1966 |
| Karl Würmseher                | PWG (Parteifreie Wählergruppe) | 1966–1990 |
| Gerhard Martin                | SPD                            | 1990–2020 |
| Karl Rehm                     | PWG                            | seit 2020 |